# Poey-de-Lescar
Poey-de-Lescar é uma comuna francesa na região administrativa da Nova Aquitânia, no departamento dos Pirenéus Atlânticos. Estende-se por uma área de 6,75 km². Em 2010 a comuna tinha 1 761 habitantes (densidade: 260,9 hab./km²).